# Хиляк, Дмитрий Васильевич
Дмитрий Васильевич Хиляк (21 октября 1865, Бинчарова, Галиция и Лодомерия, Австрийская империя — 20 октября 1955, Золочев, Львовская область, УССР, СССР) — лемковский и карпато-русский общественный деятель, греко-католический (с 1928 православный) священник, министр внутренних дел Русской народной республики лемков.

## Биография
Родился 21 октября 1865 года в семье Василия и Пелагеи Хиляк. Окончил греко-католическую семинарию во Львове, рукоположен в 1890 году. В 1891—1892 годах был викарием в приходе Новосёлок-Гостинных, в 1892—1893 годы администратор прихода в Тихани. В 1893 году его перевели в Лещины, где в течение года был администратором прихода, а затем до 1901 года его настоятелем. С 1901 года священник в Избах. В 1899 году овдовел и женился во второй раз, вновь овдовел в 1942 году.
13 ноября 1914 года во время Первой мировой войны за русофильские взгляды Дмитрий Хиляк был арестован и заключён в концентрационный лагерь Талергоф.
Принимал активное участие в основании Русской народной республики лемков, был противником её объединения с ЗУНР. Был арестован польскими властями и 10 июня 1921 года его судили за государственную измену вместе с Ярославом Качмарчиком и Николаем Громосяком, но был оправдан.
В 1901—1928 годах священник в приходе в Избах, в 1928 году вместе с большинством жителей перешёл в Польскую православную церковь.